# Guillem II de Pallars Sobirà
Guillem II de Pallars Sobirà (? - 1035) fou comte de Pallars Sobirà (1010-1035).

## Orígens familiars
Fill del comte Sunyer I de Pallars i la seva primera esposa Ermengarda de Roergue.

## Ascens al tron comtal
El 1010, a la mort del seu pare Sunyer I, ell i el seu germà gran Ramon IV de Pallars Jussà es repartiren els territoris del seu pare, apartant el seu germanastre Ermengol I del poder. Així Guillem es quedà amb el control del nou comtat anomenat Pallars Sobirà, esdevenint el seu primer comte.

## Núpcies i descendents
Del seu matrimoni amb Estefania d'Urgell i de Pallars, filla del comte d'Urgell Ermengol I i Tedberga de Provença, tingué:
- l'infant Bernat II de Pallars Sobirà (?-1049), comte de Pallars Sobirà
- l'infant Artau I de Pallars Sobirà (?-1081), comte de Pallars Sobirà
- l'infant Ramon de Pallars Sobirà (?-1091)
- la infanta Eldiondis de Pallars Sobirà, casada amb Guitart Isarn de Vallferrera

A la seva mort fou succeït pel seu fill gran Bernat II.